# Paralichthys brasiliensis
Paralichthys brasiliensis is een straalvinnige vissensoort uit de familie van schijnbotten (Paralichthyidae). De wetenschappelijke naam van de soort is voor het eerst geldig gepubliceerd in 1842 door Ranzani.